# Aldingen (powiat Tuttlingen)
Aldingen – miejscowość i gmina w Niemczech, w kraju związkowym Badenia-Wirtembergia, w rejencji Fryburg, w regionie Schwarzwald-Baar-Heuberg, w powiecie Tuttlingen, wchodzi w skład wspólnoty administracyjnej Spaichingen. Leży w Jurze Szwabskiej, ok. 5 km na północny zachód od Spaichingen, przy drodze krajowej B14.